# Flappy Bird
『Flappy Bird』（フラッピーバード）とは、ベトナムのゲームクリエイターであるドン・グエン (Nguyễn Hà Đông) が開発した横スクロールアクションゲームである。
グラフィックは8ビットゲームのような外見で、非常にシンプルである。自動で横スクロールする画面をタップすることで画面上の鳥をはばたかせて高さを調整し、コース内の上下にある土管にぶつからないように飛ばし続けるのが目的である。
開発者は、2日、3日程度でこのゲームを作り上げたという。
ゲームはApp Storeで1位になるなど世界的に爆発的な人気を収め、比例して多くの批判も生んだ。特にグラフィック面においては土管のグラフィックが任天堂のスーパーマリオシリーズとほぼ同じであるなど、盗作と独創性の欠如で非難された。
2014年2月9日に開発者の手によりアプリストアから削除されたが、ブラウザ版をプレイすることができる。

## 第三者によるリブート
2024年1月12日、開発者であるグエンが商標を放棄したと米特許商標庁に判断されたため『Flappy Bird』の商標は取り消された後、Gametech Holdings に譲渡された。同年9月12日、Gametech は「The Flappy Bird Foundation」という組織の名の下、新要素や新キャラクターを追加したリブート作品を10月末までにリリースすると発表した。グエンはこのリブートとの関わりを否定しており、 権利の売却も認めていない。